# Siguatepeque
Siguatepeque é uma cidade de Honduras localizada no departamento de Comayagua.

## Clima
Siguatepeque é caracterizado como subtropical úmido temperado (Cfa) na fronteira com um subtropical úmido monçônico (Cwa) de acordo com a classificação climática de Köppen-Geiger  com invernos secos e verões chuvosos com temperaturas mais altas, sendo [[outon No entanto, devido à sua altitude.
| Dados climatológicos para El Socorro, Siguatepeque (2012–2022), extremos 2012–presente         | Dados climatológicos para El Socorro, Siguatepeque (2012–2022), extremos 2012–presente | Dados climatológicos para El Socorro, Siguatepeque (2012–2022), extremos 2012–presente | Dados climatológicos para El Socorro, Siguatepeque (2012–2022), extremos 2012–presente | Dados climatológicos para El Socorro, Siguatepeque (2012–2022), extremos 2012–presente | Dados climatológicos para El Socorro, Siguatepeque (2012–2022), extremos 2012–presente | Dados climatológicos para El Socorro, Siguatepeque (2012–2022), extremos 2012–presente | Dados climatológicos para El Socorro, Siguatepeque (2012–2022), extremos 2012–presente | Dados climatológicos para El Socorro, Siguatepeque (2012–2022), extremos 2012–presente | Dados climatológicos para El Socorro, Siguatepeque (2012–2022), extremos 2012–presente | Dados climatológicos para El Socorro, Siguatepeque (2012–2022), extremos 2012–presente | Dados climatológicos para El Socorro, Siguatepeque (2012–2022), extremos 2012–presente | Dados climatológicos para El Socorro, Siguatepeque (2012–2022), extremos 2012–presente | Dados climatológicos para El Socorro, Siguatepeque (2012–2022), extremos 2012–presente |
| Mês                                                                                            | Jan                                                                                    | Fev                                                                                    | Mar                                                                                    | Abr                                                                                    | Mai                                                                                    | Jun                                                                                    | Jul                                                                                    | Ago                                                                                    | Set                                                                                    | Out                                                                                    | Nov                                                                                    | Dez                                                                                    | Ano                                                                                    |
| ---------------------------------------------------------------------------------------------- | -------------------------------------------------------------------------------------- | -------------------------------------------------------------------------------------- | -------------------------------------------------------------------------------------- | -------------------------------------------------------------------------------------- | -------------------------------------------------------------------------------------- | -------------------------------------------------------------------------------------- | -------------------------------------------------------------------------------------- | -------------------------------------------------------------------------------------- | -------------------------------------------------------------------------------------- | -------------------------------------------------------------------------------------- | -------------------------------------------------------------------------------------- | -------------------------------------------------------------------------------------- | -------------------------------------------------------------------------------------- |
| Temperatura máxima recorde (°C)                                                                | 29,9                                                                                   | 29,9                                                                                   | 32,1                                                                                   | 33,3                                                                                   | 32,8                                                                                   | 29,3                                                                                   | 27,3                                                                                   | 27,3                                                                                   | 27,2                                                                                   | 27,3                                                                                   | 27,3                                                                                   | 27,3                                                                                   | 32,3                                                                                   |
| Temperatura máxima média (°C)                                                                  | 23,0                                                                                   | 23,2                                                                                   | 26,5                                                                                   | 28,1                                                                                   | 28,1                                                                                   | 26,6                                                                                   | 25,8                                                                                   | 25,8                                                                                   | 24,5                                                                                   | 23,8                                                                                   | 22,8                                                                                   | 22,8                                                                                   | 25,1                                                                                   |
| Temperatura média (°C)                                                                         | 17,5                                                                                   | 18,1                                                                                   | 20,4                                                                                   | 21,5                                                                                   | 23,2                                                                                   | 22,5                                                                                   | 21,0                                                                                   | 21,0                                                                                   | 20,0                                                                                   | 19,6                                                                                   | 18,5                                                                                   | 17,3                                                                                   | 21,5                                                                                   |
| Temperatura mínima média (°C)                                                                  | 13,3                                                                                   | 12,4                                                                                   | 13,6                                                                                   | 15,0                                                                                   | 15,8                                                                                   | 17,2                                                                                   | 17,0                                                                                   | 17,1                                                                                   | 17,2                                                                                   | 16,0                                                                                   | 15,0                                                                                   | 13,0                                                                                   | 14,7                                                                                   |
| Temperatura mínima recorde (°C)                                                                | 4,5                                                                                    | 7,2                                                                                    | 4,3                                                                                    | 8,0                                                                                    | 10,1                                                                                   | 11,4                                                                                   | 12,6                                                                                   | 12,2                                                                                   | 11,0                                                                                   | 10,0                                                                                   | 7,5                                                                                    | 6,8                                                                                    | 4,5                                                                                    |
| Precipitação (mm)                                                                              | 40,0                                                                                   | 14,7                                                                                   | 14,9                                                                                   | 49,9                                                                                   | 143,5                                                                                  | 158,7                                                                                  | 112,3                                                                                  | 113,5                                                                                  | 107,2                                                                                  | 100,9                                                                                  | 79,9                                                                                   | 56,0                                                                                   | 1,111                                                                                  |
| Dias com precipitação                                                                          | 1                                                                                      | 1                                                                                      | 1                                                                                      | 2                                                                                      | 9                                                                                      | 12                                                                                     | 13                                                                                     | 13                                                                                     | 13                                                                                     | 10                                                                                     | 4                                                                                      | 2                                                                                      | 73                                                                                     |
| Umidade relativa (%)                                                                           | 71                                                                                     | 66                                                                                     | 62                                                                                     | 60                                                                                     | 67                                                                                     | 75                                                                                     | 74                                                                                     | 73                                                                                     | 76                                                                                     | 78                                                                                     | 77                                                                                     | 75                                                                                     | 71                                                                                     |
| Insolação (h)                                                                                  | 220,8                                                                                  | 229,4                                                                                  | 268,5                                                                                  | 242,8                                                                                  | 216,3                                                                                  | 171,7                                                                                  | 192,5                                                                                  | 204,8                                                                                  | 183,4                                                                                  | 200,4                                                                                  | 199,2                                                                                  | 212,2                                                                                  | 2 542,0                                                                                |
| Fonte: NOAA                                                                                    |                                                                                        |                                                                                        |                                                                                        |                                                                                        |                                                                                        |                                                                                        |                                                                                        |                                                                                        |                                                                                        |                                                                                        |                                                                                        |                                                                                        |                                                                                        |
| Fonte 2: Deutscher Wetterdienst (umidade, 1951–1993) Meteo Climat (Máximas e mínimas recordes) |                                                                                        |                                                                                        |                                                                                        |                                                                                        |                                                                                        |                                                                                        |                                                                                        |                                                                                        |                                                                                        |                                                                                        |                                                                                        |                                                                                        |                                                                                        |